# Weston Corbett
Weston Corbett est une paroisse civile et un village du Hampshire, en Angleterre.